# Julian Doyle
Julian Doyle es un cineasta británico, conocido principalmente por la edición de la película La vida de Brian, de Monty Python, y por la filmación de los efectos especiales en la película Brazil, de Terry Gilliam. 

## Biografía

### Primeros años
Nació en Londres de un padre irlandés, Bob Doyle, y de madre asturiana. Su padre luchó para la república en la guerra civil española. Estudió en la escuela de Haverstock y se fue para disfrutar del Premio Nobel, del equipo de Peter Medawar como técnico menor en la Universidad de Londres. Terminó su Bachelor of Science en la Universidad de Londres, antes de ir a la London Film School.

### Carrera
Doyle ha dirigido películas como Love Potion (1987), sobre un centro de rehabilitación de droga, y Chemical Wedding (2008), una película de suspense oculto y protagonizada por Simon Callow, que escribió con el cantante Bruce Dickinson de Iron Maiden.
También hizo un pequeño papel de sargento de policía, en otra película de Monty Python, Monty Python and the Holy Grail. Ha dirigido vídeos musicales, como «Cloudbusting», de Kate Bush, y «Can I Play With Madness», de Iron Maiden.
Doyle es profesor en la London Film School.